# Disjunció exclusiva
L'operador lògic disjunció exclusiva, també anomenat o exclusiva, simbolitzat com XOR, EOR, EXOR,  ⊻ o  ⊕ és un tipus de disjunció lògica de dos operands que és veritat si només un operand és veritat però no ambdós.

## Equivalències, simplificació, i introducció
La disjunció exclusiva {\displaystyle p\oplus q} es pot expressar en termes de conjunció lògica ({\displaystyle \wedge }), disjunció lògica ({\displaystyle \lor }), i  negació ({\displaystyle \lnot }) de la següent manera:
{\displaystyle {\begin{matrix}p\oplus q&=&(p\land \lnot q)\lor (\lnot p\land q)\end{matrix}}}
La disjunció exclusiva {\displaystyle p\oplus q} pot ser expressada de la següent manera:
{\displaystyle {\begin{matrix}p\oplus q&=&\lnot (p\land q)\land (p\lor q)\end{matrix}}}
Aquesta representació del XOR pot ser útil en la construcció d'un circuit o una xarxa, ja que només té un operador {\displaystyle \lnot } i un nombre reduït d'operadors {\displaystyle p\oplus q} i {\displaystyle \lor }. La prova d'aquesta identitat és la següent:
{\displaystyle {\begin{matrix}p\oplus q&=&(p\land \lnot q)&\lor &(\lnot p\land q)\\&=&((p\land \lnot q)\lor \lnot p)&\land &((p\land \lnot q)\lor q)\\&=&((p\lor \lnot p)\land (\lnot q\lor \lnot p))&\land &((p\lor q)\land (\lnot q\lor q))\\&=&(\lnot p\lor \lnot q)&\land &(p\lor q)\\&=&\lnot (p\land q)&\land &(p\lor q)\end{matrix}}}
De vegades és útil escriure {\displaystyle p\oplus q} de les següents formes:
{\displaystyle {\begin{matrix}p\oplus q&=&\lnot ((p\land q)\lor (\lnot p\land \lnot q))\end{matrix}}}
Aquesta equivalència es pot establir mitjançant l'aplicació de les Lleis de De Morgan dues vegades per la quarta línia de la prova anterior.